# Cristina Cifuentes

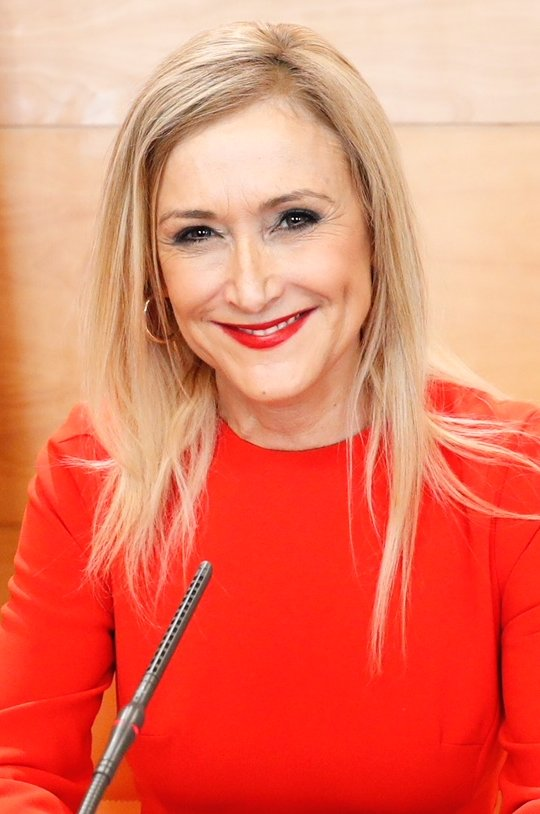
Cristina Cifuentes (2018)

Cristina Cifuentes Cuencas (* 1. Juli 1964 in Madrid) ist eine ehemalige spanische Politikerin. Sie war vom 25. Juni 2015 bis April 2018 die fünfte Präsidentin der Regionalregierung der Autonomen Gemeinschaft Madrid sowie seit März 2017 Vorsitzende des Partido Popular Madrid. Am 25. April 2018 trat sie von ihrem Amt als Präsidentin der Autonomen Gemeinschaft Madrid zurück. Nach Anschuldigungen in Zusammenhang mit der Erlangung ihres Mastertitels war ein Video einer Taschenkontrolle nach dem mutmaßlichen Diebstahl zweier Drogerieartikel im Jahr 2011 aufgetaucht, für den sie vom betreffenden Supermarkt aber nicht angezeigt worden war. Am 28. April 2018 trat sie auch in ihrer Funktion als Präsidentin der Madrider Partido Popular zurück. Kurze Zeit darauf gibt sie ihre restlichen politischen Ämter auf.

## Biographie
Cifuentes wuchs in Madrid mit sieben Geschwistern auf, ihr Vater war General der Artillerie, ihre Mutter Hausfrau. Sie studierte an der Universität Complutense Madrid Wirtschaftsrecht sowie Verwaltungswissenschaft und Privatrecht an der Universität Rey Juan Carlos, politisierte schon im Alter von 16 Jahren für den konservativen Partido Popular (PP), damals noch Allianza Popular. Mit 26 wurde sie als Abgeordnete in das Parlament der Autonomen Gemeinschaft Madrid gewählt. Zwischen 2005 und 2012 war sie Vizepräsidentin der Abgeordnetenkammer der Autonomen Gemeinschaft Madrid. 1994 kandidierte sie erfolglos für das Europäische Parlament.
Von 2012 bis 2015 war Cifuentes Vertreterin der spanischen Zentralregierung in der Autonomen Gemeinschaft Madrid.
2015 kandidierte sie bei den Regionalwahlen in Madrid für das Amt der Regionalpräsidentin, weil ihr Parteifreund und Amtsinhaber Ignacio González González verzichtete. Cifuentes ist ebenso wie ihr Vorgänger González in die „Operación Púnica“, bei der es um Veruntreuung öffentlicher Mittel in der zweiten Dekade des dritten Jahrtausends geht, verwickelt und verlor bei der Wahl die von der PP praktisch seit 1995 gehaltene absolute Mehrheit. Mit Unterstützung der liberalen Ciudadanos konnte sie schließlich noch exakt die notwendige Mehrheit von 65 von 129 Sitzen erreichen, während Sozialisten und Podemos auf 64 Sitze kamen, und bildete eine Minderheitsregierung. Im PP nahm sie seit 2017 die Funktion der Parteivorsitzenden von Madrid war. Sie galt als Unterstützerin des Modernisierungskurses innerhalb des PP von Premierminister Mariano Rajoy.

## Fälschungsvorwurf und Rückzug aus der Politik
Am 21. März 2018 publizierte die Onlinezeitung ElDiario.es den Vorwurf, Cifuentes habe 2012 ihren juristischen Mastertitel an der Universidad Rey Juan Carlos aufgrund von Fälschungen erworben. Zwei von drei Noten seien von nicht vorgelegt zu gut (notable) geändert worden. Sie habe weder wie vorgeschrieben an 80 % der vorgesehenen Lehrveranstaltungen teilgenommen noch die Examina zum vorgeschriebenen Zeitpunkt absolviert. Laut dem Rektor der Universität kann auch das Vorhandensein einer Masterarbeit, die Cifuentes ordnungsgemäß verteidigt hat, nicht nachgewiesen werden. Am 6. April 2018 eröffnete die Staatsanwaltschaft von Móstoles deshalb strafrechtliche Ermittlungen.
Am 27. April 2018 teilte Cifuentes ihren Rücktritt vom Vorsitz des PP der Gemeinschaft Madrid mit, und am 8. Mai trat sie als Abgeordnete zurück und gab ihren Rückzug aus der Politik bekannt. Im März 2019 gab Cifuentes bekannt, dass sie aus dem PP ausgetreten sei.

## Weblinks

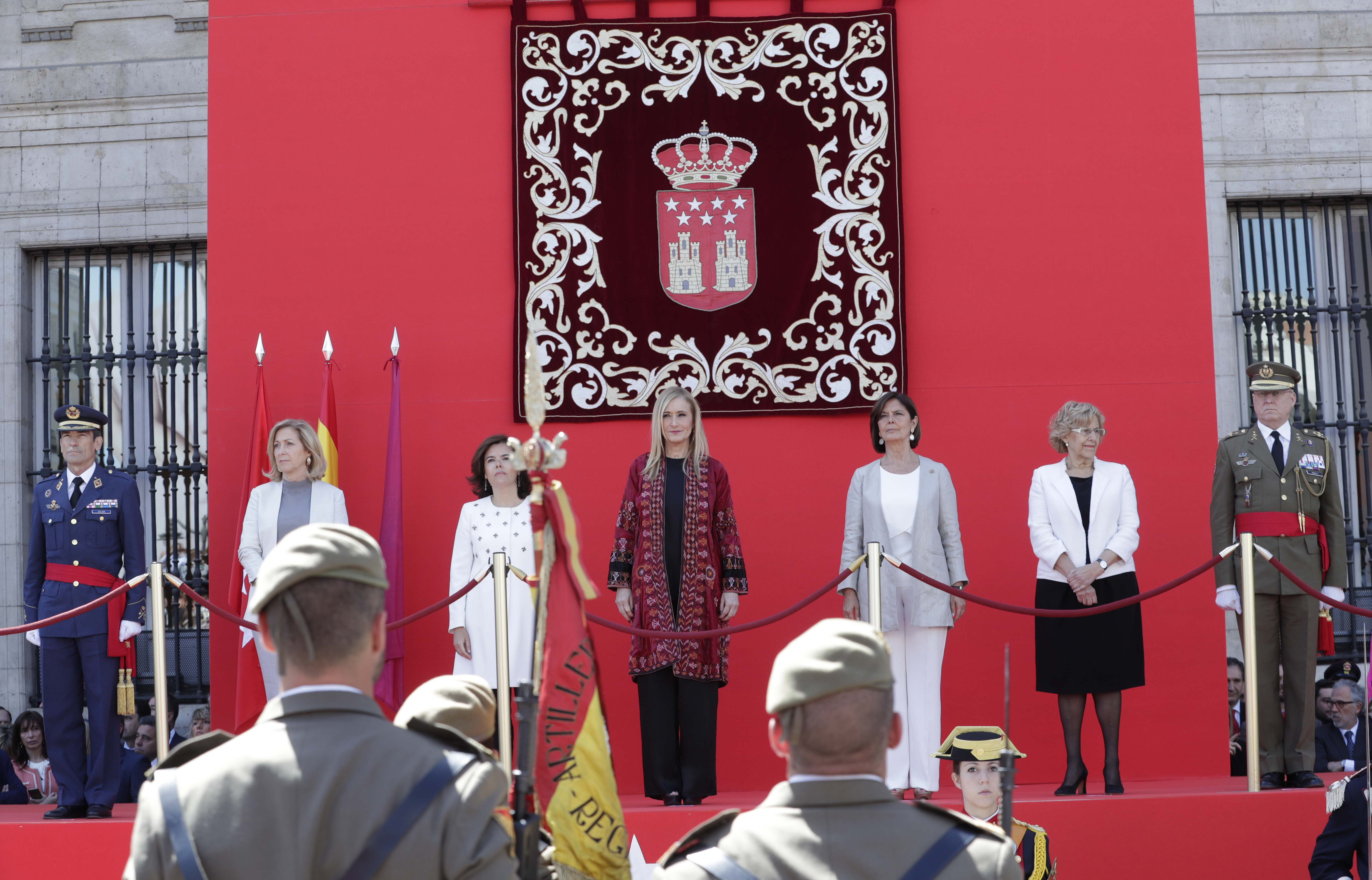
Cifuentes bei den Feierlichkeiten zum Dos de Mayo (2017)